# Jason McGuinness
Jason McGuinness (Dublino, 9 agosto 1982) è un ex calciatore irlandese, di ruolo difensore.

## Carriera
Iniziò la carriera giovanile nell'accademia del Tolka Rovers e poi del Sheriff YC, prima di venire ingaggiato dal Bohemian.
Ha debuttato in Premier Division nell'agosto 2002 contro l'UCD. Quattro giorni dopo debuttò anche nell'Irlanda under 21 contro la Finlandia.
Nei Bohs trovò poco spazio poiché i titolari erano Hawkins e Oman; si trasferì ai rivali dello Shamrock Rovers in cui trascorse due stagioni collezionando un totale di 57 presenze e 7 gol.
Tornò al Bohemians poco prima dell'inizio della stagione 2006 ma rimase tuttalpiù un rimpiazzo. Nella stagione 2008, invece, McGuinness contribuì sensibilmente al record difensivo del Bohemians - che incassò sole 13 reti in 33 partite - insieme al compagno Burns. I Bohs risultarono vittoriosi in campionato con 19 punti di vantaggio sul St. Patrick's Athletic.
In ambito europeo è da segnalare la Coppa Intertoto 2008 in cui McGuinness segnò sia nel primo che nel secondo turno: contro i gallesi del Rhyl e i lettoni del FK Rīga.
Jason iniziò discretamente la stagione 2009 ma, a maggio, venne squalificato per 5 giornate a causa di insulti razziali rivolti a Romuald Boco. Al rientro non riottenne il posto da titolare. Saltò anche la finale di Coppa di Lega irlandese 2009 vinta contro il Waterford United. Il Bohemians risultò nuovamente campione d'Irlanda. McGuinness collezionò 19 presenze.

## Palmarès
- Campionato irlandese: 2

Bohemians: 2008, 2009
- Coppa d'Irlanda: 1

Bohemians: 2008
- Coppa di Lega irlandese: 1

Bohemians: 2009